# Florin Lupeică
Florin Alin Lupeică (ur. 6 marca 1973 w Jassach) – rumuński szablista, dwukrotny medalista mistrzostw świata.
W 1993 roku zdobył indywidualnie brązowy medal na mistrzostwach świata juniorów w Denver.
Podczas mistrzostw świata w Atenach w 1994 roku Rumuni w składzie: Vilmoș Szabo, Daniel Grigore, Florin Lupeică i Victor Găureanu zdobyli brązowy medal w zawodach drużynowych. W tej samej konkurencji zdobył również brązowy medal na mistrzostwach świata w Nîmes w 2001 roku. W rywalizacji indywidualnej zajął między innymi dziewiąte miejsce na mistrzostwach świata w Essen w 1993 roku.
Wystartował na igrzyskach olimpijskich w Barcelonie w 1992 roku, gdzie zajął czwarte miejsce w zawodach drużynowych. Na rozgrywanych cztery lata później igrzyskach olimpijskich w Atlancie zajął 20. miejsce w zawodach indywidualnych i 7. w drużynowych. Brał też udział w igrzyskach olimpijskich w Sydney w 2000 roku, gdzie drużynowo ponownie był czwarty, a indywidualnie zajął 28. miejsce.
Ponadto zdobył brązowy medal indywidualnie na mistrzostwach Europy w Linzu w 1993 roku oraz srebrny drużynowo na mistrzostwach Europy w Bolzano w 1999 roku.